# Bansha
Bansha is een plaats in het Ierse graafschap Tipperary. In 2002 telde de plaats 300 inwoners.